# Charkiwer Nationales Akademisches Theater für Oper und Ballett Mykola Lyssenko
Das dem ukrainischen Komponisten Mykola Lyssenko gewidmete Charkiwer Nationale Akademische Theater für Oper und Ballett Mykola Lyssenko (ukrainisch Харківський національний академічний театр опери та балету імені М. В. Лисенка) ist ein Opernhaus am Schewtschenko-Stadtpark in der Nähe des Freiheitsplatzes in der ostukrainischen Stadt Charkiw. Es wurde mit dem Status eines Nationaltheaters versehen.

## Geschichte
Die Anfänge der Oper und des Balletts in Charkiw reichen bis ins 18. Jahrhundert zurück. Es gab mehrere Opernhäuser in der Stadt. Das zentrale Haus, in dem sich die Opern- und Theatergesellschaft Charkiws niederließ, wurde zunächst als „Hauptstädtische Oper“ bezeichnet und 1925 mit einer Aufführung der Oper Der Jahrmarkt von Sorotschinzy von Modest Mussorgski eröffnet.  1934 erhielt es den Status eines Akademischen Theaters, seit 1944 firmiert es unter dem aktuellen Namen. 1991 zog die Opern- und Theatergesellschaft in ein neues Gebäude am Schewtschenko-Stadtpark in der Nähe des Freiheitsplatzes um.
Im Rahmen des russischen Überfalls auf die Ukraine wurde die Stadt Charkiw im Februar und März 2022 sehr stark bombardiert. Viele Gebäude wurden zerstört, zahlreiche schwer beschädigt, so auch das neue Opernhaus. Ein großer Teil des Spitzenensembles flüchtete im April 2022 in die Slowakei. Es fand im Zentrum für Vertriebene in der Stadt Gabčíkovo, wo das Theater über Proberäume verfügt, eine Unterkunft. Von dort aus werden Tourneen organisiert, die u. a. nach München und Berlin führen.

## Neues Gebäude
Das neue Opernhaus in Charkiw wurde 1991 eröffnet. Sein Gebäude wurde im Stil der Postmoderne von einem Architektenkollegium unter Leitung von Serhij Mirgorodskyj entworfen. Wegen der gestreckten, nüchternen Form und der ungewöhnlichen Struktur wird das Gebäude im Volksmund zuweilen „Flugzeugträger“ genannt. Im Theater gibt es zwei Zuschauersäle, einen großen für 1500 und einen kleinen für 400 Besucher. Vor dem Theatergebäude wurden ein großer Springbrunnen sowie die Skulptur Musik von Lyssenko angelegt.